# 赤上優人
赤上 優人（あかがみ ゆうと、1999年2月10日 - ）は、秋田県仙北市出身の元プロ野球選手（投手）。右投右打。

## 経歴

### プロ入り前
仙北市立桧木内小学校3年時に桧木内ベアーズで野球を始める。桧木内中学校では軟式野球部に所属した。
秋田県立角館高等学校では、1年時に高校が第96回全国高等学校野球選手権大会に初出場したが自身は未出場だった。2年から遊撃手のレギュラーを獲得し、3年夏は秋田県大会準優勝。同期には、小木田敦也（TDK→オリックス）がいる。
東北公益文科大学では、当初は遊撃手であったが1年秋に投手に転向。転向直後から頭角を現し、2年夏には球速が最速150km/hを記録した。3年秋の南東北大学野球リーグ戦では4勝1敗、防御率1.11の成績を挙げ、最多勝とMVPを獲得した。大学時代の通算成績は38試合（162回）登板、12勝7敗、210奪三振、防御率2.00。
2020年10月26日に行われたドラフト会議では、埼玉西武ライオンズから育成ドラフト1位で指名を受け、11月22日に支度金350万円、年俸400万円（推定）で仮契約を結んだ。背番号は121。東北公益文科大学からは初のプロ野球選手となった。

### 西武時代
2021年は、イースタン・リーグで中継ぎとして12試合に登板し、1勝2敗、防御率4.76を記録した。
2022年は、5月26日の二軍戦で初めて先発として登板。その後も好投を続け、7月28日までに18試合の登板で3勝1敗、防御率2.03を記録し、同日に支配下登録されることが発表された。背番号は67となった。しかし、同年は一軍登板なしに終わり、12月6日に右肘の関節鏡視下遊離体切除術を受けたことが発表された。
2023年も一軍登板はなく、二軍でも1試合のみの登板に終わった。オフに戦力外通告を受け、11月23日に育成選手として再契約した。背番号は136となった。
2024年は二軍で35試合に登板し、防御率2.83を記録した。しかし同年の支配下復帰はならず、10月2日に再び戦力外通告を受けた。

### 西武退団後
2025年より、菊池雄星がプロデュースした岩手県花巻市の全天候型複合野球施設「King of the Hill」のピッチングコーチに就任する。

## 選手としての特徴
最速153km/hのストレートとスライダー、カーブを投げる。一方、制球力には課題を残す。
西武入団後にストレートの最速が155km/hにアップしている。

## 詳細情報

### 年度別投手成績
- 一軍公式戦出場なし

### 背番号
- 121（2021年[6] - 2022年7月27日）
- 67（2022年7月28日[9] - 2023年）
- 136（2024年[12]）